# 扎德維里亞
49°52′51″N 24°26′25″E / 49.88083°N 24.44028°E
扎德維里亞（烏克蘭語：Задвір'я），是烏克蘭西部的村莊，隸屬利維夫州的佐洛奇夫區。該村始建於1451年，面積3.86平方公里，海拔高度224米，2013年人口1,736，人口密度每平方公里481.1人。